# Rancate (San Giuliano Milanese)
La Rancate (Rancaa in dialetto milanese, AFI: [rãˈkɑː]) è una cascina posta nel territorio comunale di San Giuliano Milanese a sudovest del centro abitato, oltre l'autostrada del Sole e a sud della tangenziale Ovest.

## Storia
La Rancate è una località di antica origine, da sempre legata al territorio milanese. La comunità apparteneva alla pieve di San Giuliano, e confinava con Civesio a nord, Viboldone ad est, Videserto a sud, e Sesto Ulteriano ad ovest. Al censimento del 1751 la località fece registrare 170 residenti.
In età napoleonica, nel 1805, la popolazione era scesa a 139 unità, tanto che nel 1809 il Comune di Rancate venne soppresso ed aggregato al comune di Viboldone, recuperando però l'autonomia nel 1816, in seguito all'istituzione del Regno Lombardo-Veneto.
Gli stessi austriaci tuttavia, nel 1841, dovettero riconoscere la razionalità dell'operato napoleonico, e così il Comune di Rancate venne aggregato di nuovo a Viboldone, seguendone poi le sorti nel tempo.